# Witte de With

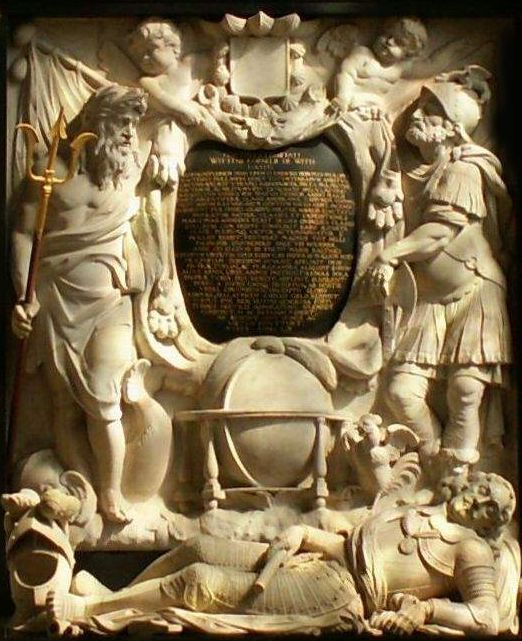
La tumba monumento al almirante Witte de With, mostrando de forma destacada el globo que él circunnavegó.

Witte Corneliszoon de With (Den Briel, 28 de marzo de 1599-aguas del Oresund, 8 de noviembre de 1658) fue un famoso oficial de la marina neerlandesa del siglo XVII.

## Infancia y juventud
De With nació en una granja en la aldea de Hoogendijk, cerca de Brielle (o Brill), en la misma ciudad en la que Maarten Tromp había nacido un año antes. Según la leyenda fueron amigos o incluso rivales ya en su juventud, pero no hay ninguna prueba de ello. Su padre murió en 1602, dejando tres hijos, Witte, Abraham y Andries, y una hija Catharina. La familia De With eran menonitas y pacifistas estrictos. En 1610, Witte, como anabaptista aún no bautizado, fue bautizado por un predicador calvinista, así que ya no se sintió limitado en el uso de violencia ya que por naturaleza no era un niño pacífico. Después de algunos trabajos de menor importancia,  el 21 de enero de 1616 cuando tenía dieciséis años, se embarcó en su primer viaje a las Indias Orientales Neerlandesas, como grumete en el Gouden Leeuw, el barco del capitán Geen Huygen Schapenham, como parte de una flota de cinco barcos de la Compañía Holandesa de las Indias Orientales (Verenigde Oostindische Compagnie, VOC). Llegó a Bantam el 13 de noviembre de 1616. Hasta octubre de 1617 participó en dos viajes comerciales a Coromandel, en la India. Posteriormente se convirtió en sirviente del Gobernador General de las Indias Orientales Neerlandesas de Jan Pieterszoon Coen. Sirvió como cabo durante el sitio de Yakarta en 1618. El 8 de octubre de 1618 se embarcó de nuevo en el Gouden Leeuw de regreso a casa, volviendo a Brill el 23 de mayo de 1619. 
El 20 de agosto de 1620 entró al servicio del Almirantazgo de Maze como un schipper (entonces el rango más alto de la NCO), aún bajo el mando de Schapenham en el Gelderland, entrando en acción en el mar Báltico y el mar Mediterráneo. En julio de 1622 se convirtió en capitán de bandera del Delft del ahora vicealmirante Schapenham, que en 1623 llevó a cabo un raid espectacular organizado por el Almirantazgo de Ámsterdam, enviando la «flota de Nassau» en contra de las posesiones españolas en la costa oeste de Suramérica; esta flota cruzó luego el Pacífico hasta llegar a las Indias. En el verano de 1625, en una acción punitiva, De With dejó Ternate en las islas de las Especias. Regresó en septiembre de 1626, tras la muerte de Schapenham, como vicealmirante (al servicio de la VOC) de la flota de las Especias, con un botín por valor de cinco millones de florines, tras haber circunnavegado el mundo, una hazaña en la que puso mucho orgullo personal .

## La captura de flota del tesoro de España
En 1628 fue capitán de bandera del almirante Piet Heyn, cuando este capturó la flota española del tesoro cerca de Cuba, en la batalla de la Bahía de Matanzas. De la recompensa de once millones de florines, De With fue recompensado con unos 500 florines, con los que no estaba muy satisfecho, ya que se imputó a sí mismo un papel crucial en la captura. En 1629, los cinco almirantes neerlandeses rechazaron que Heyn, de manera efectiva su nuevo comandante supremo, ampliase su personal con un oficial táctico especial, para cuya función Heyn había pensado en De With. Decepcionado, De With dejó el servicio directa en la marina para convertirse en comodoro del Visserij Grote, el órgano administrativo de control y protección militar de la flota Herring. Maarten Tromp se convirtió en el nuevo capitán de bandera de Heyn. En 1635, por un corto tiempo, de With se reincorporó a la marina de guerra, pero pronto abandonó el servicio de nuevo después de una pelea con el teniente-almirante Philips van Dorp.

## Batalla de las Dunas
En la guerra de los Ochenta Años de Flandes contra los españoles, de With luchó en la batalla de las Dunas (1639), convirtiéndose en vicealmirante de Holanda y de Frisia Occidental en 1637, cuando los oficiales de más alto rango de la Marina fueron sustituidos, entre ellos Van Dorp, debido a su incompetencia. Sin embargo de With de nuevo quedó muy decepcionado por no haberse convertido en jefe supremo, ya que ahora era, además, el segundo al mando de Tromp. De With se volvió muy celoso de la popularidad de Tromp después de la destrucción de la flota española en The Downs. En la misma batalla se procuró además otro enemigo, el vicealmirante Zealandico Johan Evertsen, acusándolo de cobardía y avaricia. 

## Corte marcial

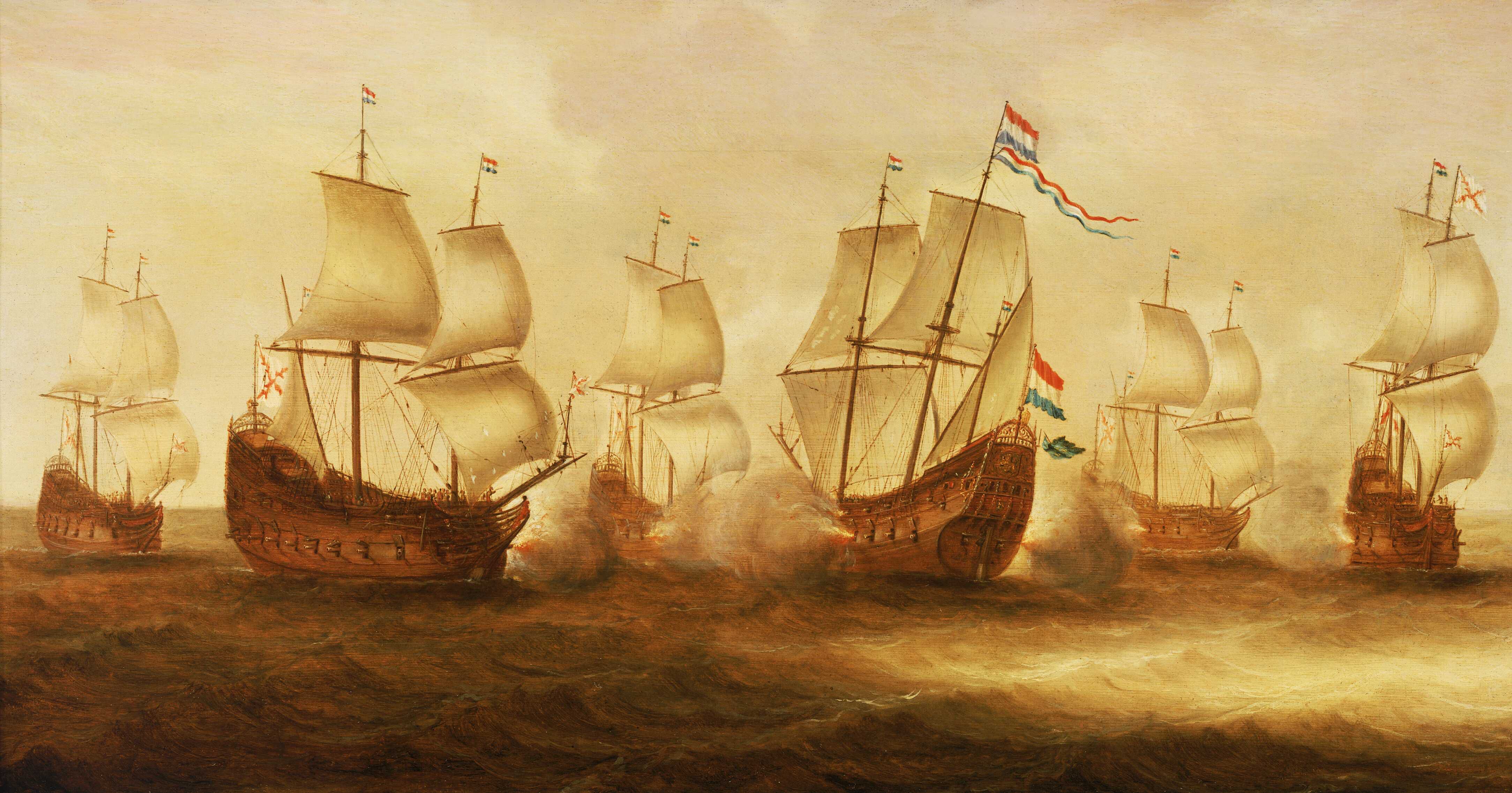
Acción de Witte de With con los dunkerques frente a Nieuwpoort en 1640.

En 1640 de With fue llevado a juicio, cuando su flota había sido dispersada por una tormenta y había regresado a Hellevoetsluis solo. La corte marcial fue presidida por Tromp y, aunque fue absuelto, De With sintió que Tromp había tratado de influenciar a los testigos en su contra. Tanto en 1644 y en 1645 De With con un enorme convoy de barcos mercantes —702 en el viaje de regreso del último año— fue obligado al Oresund contra los daneses, que habían tratado de imponer mayores tasas de peaje. En 1647 De With fue enviado con una flota mal equipada a ayudar a la colonia neerlandesa de Brasil frente a los ataques de los portugueses. Se negó a cooperar con el Consejo de Brasil y, después de muchos meses de conflicto durante los que su flota se deterioró por falta de suministros, regresó, en contra de las órdenes, con los dos barcos restantes en condiciones de navegar hasta los Países Bajos en noviembre de 1649. A su regreso, fue a los Estados Generales para quejarse de la política de la colonia de Brasil, pero fue el mismo detenido, acusado de insubordinación y deserción en 259 cargos y estuvo cerca de ser condenado a la decapitación, y sólo se salvó por la intervención de los Estados de Holanda, que señalaron que tenían el derecho exclusivo a condenar a muerte a sus almirantes. En febrero de 1651 fue absuelto de la mayoría de los cargos, y la pena fue reducida a una pérdida de salario por el período correspondiente. En septiembre de 1651 De With estaba de nuevo en servicio en un convoy. 

## La primera guerra anglo-neerlandesa
En la primera guerra anglo-neerlandesa contra la Commonwealth de Inglaterra, cuando el teniente-almirante Maarten Tromp, en el otoño de 1652 cayó en desgracia con los Estados Generales, De With comando la flota neerlandesa en la batalla de Kentish Knock, pero fracasó en esta misión. Moralmente roto, permaneció enfermo en su casa durante muchos meses, mientras Tromp lo reemplazana en la batalla de Dungeness y la batalla de Plymouth. El 8 de mayo Tromp se convirtió oficialmente en comandante supremo de nuevo y De With luchó como subcomandante de Tromp en las acciones subsiguientes: la batalla de las Gabbard y la final batalla de Scheveningen en la que murió Tromp. De With fue comandante de carácter temporal entre el 14 de agosto y el 22 de septiembre, pero se le negó el mando permanente de la flota neerlandesa, debido a su difícil carácter en favor del teniente-almirante Jacob van Wassenaer Obdam. Entre 1654 y 1656 estuvo inactivo, sólo navegó de nuevo para el alivio de Danzig.

## La muerte en la batalla del Oresund
Cayó en noviembre de 1658 en la batalla del Oresund, durante la guerra sueco-danesa (1658-1660) (Guerras del Norte), al mando de la vanguardia de la flota neerlandesa socorriendo Copenhague del ataque de los suecos, cuando el Brederode, su barco, encalló y fue rodeado por el enemigo. Recibió un disparo en el muslo izquierdo por una bala de mosquete y horas más tarde, a través del pecho. Cuando los soldados suecos abordaron el barco se negó a entregar su espada, luchando con dos de ellos de rodillas y exclamando: «¡He empuñado fielmente esta espada tantos años por Holanda, así que no la daré ahora a unos soldados rasos!». Se desplomó, fue llevado a su camarote para recuperarse, insistió en caminar por sí mismo sobre la pasarela hasta la nave sueca, se desplomó de nuevo y murió. El cuerpo fue embalsamado por orden de Carlos X Gustavo de Suecia y se mostró como un trofeo de guerra en el ayuntamiento de Elsinor. En enero de 1659 entregaron su cuerpo a la corte danesa en Copenhague y después de que los daneses pagasen su homenaje, se transportaron sus restos a los Países Bajos y fue enterrado con gran pompa en Róterdam el 7 de octubre, en la iglesia de San Lorenzo, donde aún se puede ver la tumba-monumento de mármol, restaurada después de sufrir daños en el bombardeo alemán de 14 de mayo de 1940.

## La archirrivalidad con Tromp
Tuvo una rivalidad permanente con el almirante Maarten Tromp. De With era temido y odiado por sus inferiores —en varias ocasiones las tripulaciones no le permitieron a bordo para su uso como barco insignia— rechazado por sus iguales y siempre lleno de insubordinación hacia sus superiores. También fue visto como valiente, competente y un excelente marino. Estaba amargado por el abandono de la flota entre 1639 y 1650. 

## Panfletario
Uno de los aspectos más notables de la personalidad de De With era la de ser un famoso panfletario, publicando muchos folletos, de forma anónima o bajo el nombre de amigos, en el que se elogió a veces, pero en los que más a menudo ridiculizaba o incluso insultaba a sus compañeros oficiales. Tromp era un tema favorito en las tres categorías.

## Reconocimiento
En los Países Bajos es considerado un héroe nacional y muchos lugares y edificios llevan su nombre, como el Witte de With Center for Contemporary Art de Róterdam.